# Ногачівка
Ногачі́вка (Нагачівка) — село в Україні, в Улашанівській сільській громаді Шепетівського району Хмельницької області. Населення становить 277 осіб.

## Історія
В середині 19 століття в селі було 30 дворів і 131 жителів. Ногачівка належала до Заславського повіту Волинської губернії. В кінці 19 ст. — заснована початкова школа.
У 1906 році село Жуківської волості Ізяславського повіту Волинської губернії. Відстань від повітового міста 38 верст, від волості 5. Дворів 80, мешканців 409.
7 (20) листопада 1917 року, відповідно до Третього Універсалу Української Центральної Ради, увійшло до складу Української Народної Республіки.
12 червня 2020 року, відповідно до розпорядження Кабінету Міністрів України № 727-р «Про визначення адміністративних центрів та затвердження територій територіальних громад Хмельницької області», увійшло до складу Улашанівської сільської територіальної громади.
19 липня 2020 року, в результаті адміністративно-територіальної реформи та ліквідації Славутського району, село увійшло до складу новоутвореного Шепетівського району.

## Символіка
Затверджена 26 листопада 2015 р. рішенням № 2 II сесії сільської ради VII скликання.

### Герб
Щит поділений ромбовидно срібним і зеленим. На верхньому і нижньому центральних зелених ромбах по золотій бджолі з срібними крилами; на інших зелених ромбах срібні чотирилисники конюшини. Щит вписаний у декоративний картуш і увінчаний золотою сільською короною. Унизу картуша напис «НОГАЧІВКА».
Герб символізує традиційне для села бджолярство; крім того, сім срібних листків конюшини нагадують стилізовану літеру «Н» — першу в назві села. Корона означає статус населеного пункту.

### Прапор
Біле квадратне полотнище скошене діагонально на дев'ять зелених рівновеликих квадратів, у середніх верхньому і нижньому по жовтій бджолі з білими крилами, на інших білі чотирилисники конюшини.

## Сільське господарство
В радянські часи у Ногачівці розташовувалась центральна садиба колгоспу «Комуніст», який обробляв 1 тис. га орної землі, вирощував зернові, цукрові буряки, займався тваринництвом. За високі урожаї конюшини (39 цнт з га) колгосп у 1939 році був учасником Всесоюзної сільськогосподарської виставки.

## Населення
Згідно з переписом УРСР 1989 року чисельність наявного населення села становила 327 осіб, з яких 142 чоловіки та 185 жінок.
За переписом населення України 2001 року в селі мешкало 276 осіб.

### Мова
Розподіл населення за рідною мовою за даними перепису 2001 року:
| Мова       | Відсоток |
| ---------- | -------- |
| українська | 98,92 %  |
| російська  | 1,08 %   |

## Соціальна сфера
В селі діє середня загальноосвітня школа І ступеня.

## Відомі люди
- Ознамець Володимир Володимирович (1974—2014) — старший прапорщик, військовий лікар, 128-і гірсько-піхотної бригади (Мукачеве). Загинув 7 жовтня поблизу міста Дебальцеве, під час війни на сході України.